# Melitaea leucophryne
Melitaea leucophryne är en fjärilsart som beskrevs av Karl Schawerda 1926. Melitaea leucophryne ingår i släktet Melitaea och familjen praktfjärilar. Inga underarter finns listade i Catalogue of Life.